# Erik Jönsson (Rosenstråle)
Erik Jönsson (Rosenstråle), död 1565, var en svensk häradshövding och fogde.

## Biografi
Erik Jönsson (Rosenstråle) var son till häradshövdingen Jöns Eriksson (Rosenstråle) i Hanekinds härad och Kristina Birgersdotter. Han blev 1535 häradshövding i Åkerbo härad och 1542 fogde i Sevede härad (med flera). Erik Jönsson fick 17 augusti 1543 ny fullmakt och avsattes 1544. Från 1544 till 1548 var han prebendefogde i Östergötland och år 1544 beseglade han Västerås arvsförening. Erik Jönsson avled 1565.
Erik Jönsson ägde gårdarna Sonstorps herrgård i Hällestads socken, Slestad i Slaka socken och Tuna kungsgård i Rystads socken.

### Familj
Erik Jönsson gifte sig 30 juli 1515 på Slestad med Magdalena Palnesdotter, dotter av Palne Nilsson (horn med stjärna). De fick tillsammans barnen Jöns Eriksson, proviantmästaren Palne Eriksson Rosenstråle (död 1596), Ingrid Eriksdotter som var gift med Per Laurentzson, ryttmästyaren Anders Eriksson (död 1602), Brita Rosenstråle (död 1592) som var gift med provantmästaren Cristoffer Persson och Kerstin Eriksdotter som var gift med Måns Storkarsson.